# Eugen Wiencziers

Wiencziers in einer Antoinette VII, 1910

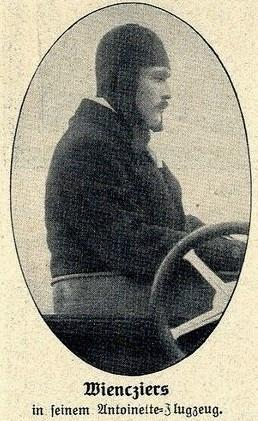
Eugen Wiencziers (1910)

Eugen Hubert Walter Wiencziers (* 20. März 1880 in Golkowitz, Kreis Rybnik, Provinz Schlesien; † 30. Oktober 1917 in der Nähe von Speyer) war ein deutscher Ingenieur, Luftfahrtpionier und ein Alter Adler.

## Leben und Werk
Eugen Wiencziers verbrachte seine Jugendzeit in Schlesien, wo er das Handwerk im Motorenbau erlernte. Anfang 1905 wurde Wiencziers auch als erfolgreicher Motorradrennfahrer bekannt.
1909 übersiedelte er nach Mourmelon in Frankreich und studierte dort Flugzeugtechnik. 1910 legte er in Straßburg die deutsche Flugzeugführerprüfung ab. Bis zum Ende des Jahres 1910 wurden in Deutschland die ersten 46 Flugzeugführer-Zertifikate, anerkannt durch FAI, ausgestellt. Eugen Wiencziers erhielt die Nr. 8. Unmittelbar nach seiner Prüfung wurde er durch den Überflug des Straßburger Münsters und der Stadt Straßburg mit einem Antoinette-Eindecker sehr bekannt. Die Maschine wurde Wiencziers von dem bekannten Automobilhändler und Fahrzeughersteller E. Mathis zur Verfügung gestellt. Dies war der erste deutsche Stadtüberflug und der dritte weltweit. Noch im selben Jahr beteiligte er sich an der St. Petersburger Flugwoche und wurde von dem Zaren Alexander I. für seine Kunstflugleistungen ausgezeichnet.
Danach war er Teilnehmer zahlreicher weiterer Flugwochen und Luftfahrtschauen wie zum Beispiel in Budapest und Berlin. Außerdem führte er seine Flugkünste zahlreichen berühmten Persönlichkeiten vor. Für Napoleon Bonaparte, König von Italien flog er beispielsweise um den Mailänder Dom. Zurück in Deutschland stellte Wiencziers bei der dritten Berliner Flugwoche 1910 einen Höhenrekord von 1560 m auf. Im September 1910 überquerte er mit seiner 60 PS starken Antoinette die Alpen und landete in Mailand. 1911 war er Teilnehmer des Deutschlandfluges.
Während des Ersten Weltkriegs war Wiencziers Testpilot bei den Pfalz-Flugzeugwerken in Speyer. Bei einem Testflug am 30. Oktober 1917 verlor er auf Grund der schlechten Wetterbedingungen im Landeanflug auf den Werksflugplatz in der Nähe von Speyer die Kontrolle über die Maschine und verunglückte tödlich bei der Landung.

## Trivia
Vom 8. November 2009 bis 25. April 2010 wurden zahlreiche Dokumente von Eugen Hubert Wiencziers in der Ausstellung „Adler über Schlesien – Ereignisse und Pioniere der Luftfahrtgeschichte“ am Oberschlesischen Landesmuseum (OSLM) in Ratingen auf etwa 600 m² gezeigt.